# پینکی (فیلم)
پینکی (انگلیسی: Pinky) فیلمی در ژانر درام به کارگردانی الیا کازان است که در سال ۱۹۴۹ منتشر شد. از بازیگران آن می‌توان به جین کرین، اتل باریمور، اتل واترز، نینا مای مک‌کینی و جوانیتا مور اشاره کرد.